# Hobro
Hobro anhörenⓘ [hoˈbʀoːʔ] ist eine dänische Handelsstadt am Mariagerfjord, der in die Ostsee mündet. Die Stadt mit 12.360 Einwohnern (Stand 1. Januar 2025) liegt in der Region Nordjylland. Seit der dänischen Kommunalreform im Jahr 2007 gehört die Stadt der Mariagerfjord Kommune mit Mariager als Zentrum an.
Den Namen Hobro bekam die Stadt durch eine Brücke, dänisch „bro“, die über den Fluss Onsild Å führte.

## Geschichte
Um 960–980 entstand in der Nähe von Hobro die von einem Ringwall umgebene Wikingersiedlung Fyrkat. Ein genaues Gründungsdatum der Stadt selbst ist unbekannt. Der Name Hobro wurde erst 1449 zum ersten Mal erwähnt („Hobro fjord“). Eine frühe Blüte erlebten der Hafen und die Handelsstadt in der Renaissance. Im 19. Jahrhundert setzte mit der Industrialisierung ein Bevölkerungswachstum ein. Es entstanden vor allem Nahrungsmittelfabriken.

## Wirtschaft
Der frühere Agrarhandelshaften Hobro hat heute noch eine gewisse Bedeutung als Fischereihafen und Marina. Betriebe der Nahrungsmittelindustrie und die Tourismusbranche sind wichtige Arbeitgeber. 
2018 wurde mit dem „HyBalance“-Projekt eine der modernsten Wasserstoffanlagen Europas eröffnet: In sogenannten Power-to-Gas-Anlagen wird Wasser unter Verwendung von Windstrom im „Proton Exchange-Membrane“-Verfahren in Sauerstoff und Wasserstoff aufgespalten. Der Wasserstoff kann gespeichert und in der Industrie oder zum Betanken von Brennstoffzellenautos verwendet werden. Die Anlage kann innerhalb von Sekunden angefahren werden. Am dänischen Projekt sind sechs verschiedene Unternehmen beteiligt, die auf Power-to-Gas basierende Geschäftsmodelle entwickeln wollen. 2020 nahm die Anlage nach der Pilotphase den regulären Betrieb auf.

## Verkehr

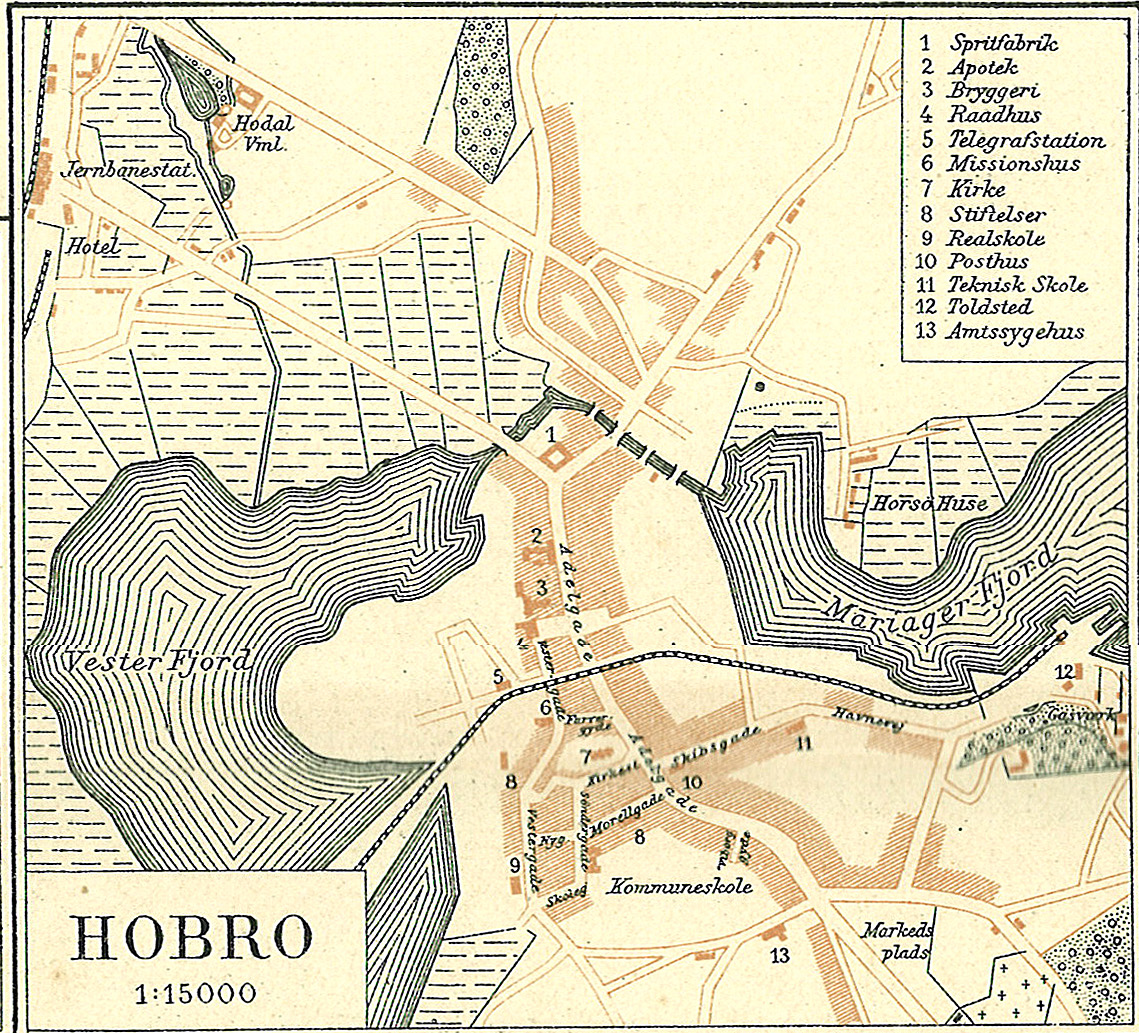
Lage Hobros am Mariagerfjord

Der Ort hat eine gute Verkehrsanbindung: Die Autobahn E 45 passiert die Stadt und führt in Richtung Norden nach Aalborg und Frederikshavn sowie in Richtung Süden nach Randers, Aarhus, Skanderborg und Vejle.
Vom Bahnhof verkehren Regional- und Schnellzüge in Richtung Aalborg und Aarhus.

## Sehenswürdigkeiten
- Die Kirche von Hobro

- Die Kirche von Oue
- Ringwall (Wikingerburg) Fyrkat
- Museum für Freizeitsegeln
- Ganggräber von Snæbum

## Söhne und Töchter der Stadt
- Laurids Engelstoft (1774–1851), Historiker
- Hans Andersen (1900–1974), Offizier
- Ingeborg Brams (1921–1989), Schauspielerin
- Ole Ege (1934–2018), Fotograf, Filmproduzent, Schriftsteller und Museumsdirektor
- Bent Norup (1936–2007), Opernsänger (Heldenbariton)
- Gert Frank (1956–2019), Bahnradsportler
- Tom Kristensen (* 1967), Automobilrennfahrer
- Peter Rasmussen (* 1967), Fußballspieler
- Matias Faldbakken (* 1973), norwegischer Schriftsteller und bildender Künstler
- Michael V. Knudsen (* 1978), Handballspieler
- Mads Nissen (* 1979), Fotograf
- Fie Udby Erichsen, geb. Graugaard (* 1985), Ruderin
- Michael Færk Christensen (* 1986), Radrennfahrer

## Sport
Der Sportverein Hobro IK stieg mit seiner Fußballabteilung zur Saison 2014/15 erstmals in die höchste dänische Fußballliga, der Superligaen, auf, spielt aktuell aber in der 1. Division. Der Verein trägt seine Partien in der DS Arena, die zum Hobro Idrætscenter (deutsch Hobro Sportzentrum) gehört.